# Glen Ellyn
Glen Ellyn é uma vila localizada no estado americano de Illinois, no Condado de DuPage.

## Demografia
Segundo o censo americano de 2000, a sua população era de 26.999 habitantes.
Em 2006, foi estimada uma população de 27.295, um aumento de 296 (1.1%).

## Geografia
De acordo com o United States Census Bureau tem uma área de
17,2 km², dos quais 17,1 km² cobertos por terra e 0,1 km² cobertos por água.

## Localidades na vizinhança
O diagrama seguinte representa as localidades num raio de 8 km ao redor de Glen Ellyn.